# Synema vachoni
Synema vachoni es una especie de araña cangrejo del género Synema, familia Thomisidae, orden Araneae.

## Distribución
Esta especie se encuentra en Costa de Marfil.

## Taxonomía
Fue descrita por Jézéquel en 1964.
Tratamiento taxonómico
La especie aparece registrada y publicada en Araignées de la savane de Singrobo (Côte d’Ivoire). III. – Thomisidae. Bulletin de l’Institut Fondamental d’Afrique Noire (A) 26(4): 1103–1143.